# 瀬尾こると
瀬尾 こると（せお こると）は、日本の小説家、推理作家。大分県別府市出身。愛媛大学教育学部特設音楽科卒業。作風は、架空の国を舞台に展開するファンタジック・ミステリ。

## 略歴
ジャズ・ピアニストを主人公にした「地獄（インフェルノ）－私の愛したピアニスト」で、1997年に、第4回小説現代推理新人賞を受賞。
第3回創元推理短編賞の最終選考作品となった「西方より来りし葡萄、砂漠にてみどりなす物語」が、『創元推理』16号に掲載される。
2014年、砂漠を旅するバシリスクを主人公にした長編『ロマネスク』を東京創元社から出版。2016年、『ロマネスク』が第12回『酒飲み書店員大賞』にノミネートされる。同年9月『酒飲み書店員大賞』ノミネート記念ライブを、ジャズ・シンガーマリー・大本と行う。
2017年6月、高橋直樹（ジャズベーシスト）のCDアルバム「First Visit」に収録されたオリジナル曲「Dawn ー夜明け前ー」の印象を詩にする。詩は同アルバムに掲載。アルバム成立の詳細とライブイベントが5月29日の愛媛新聞等で紹介される。

## 作品

### 小説
- 「西方より来りし葡萄、砂漠にてみどりなす物語」東京創元社（創元推理）1997年
- 「地獄（インフェルノ）－私の愛したピアニスト」 講談社（小説現代）小説現代推理新人賞受賞作 選者井沢元彦、北方謙三、森村誠一 挿画小野利明
- 「ロマネスク」東京創元社（創元推理文庫） 解説城平京 表紙小澤有希子 装丁柳川貴代 東京創元社のエディターズチョイス 2014年 ISBN 978-4-488-40821-3

### 公募アンソロジー掲載作品
- 鳥『本格推理1』（編集鮎川哲也 光文社文庫）1993年（蕎麦米単九名義）
- ガリアの地を遠く離れて 『新・本格推理01』（監修鮎川哲也 編集二階堂黎人）2001年